# Unusual Heat
| Recensione | Giudizio |
| ---------- | -------- |
| AllMusic   |          |

Unusual Heat è il settimo album in studio del gruppo anglo-statunitense Foreigner, pubblicato nel giugno del 1991 dalla Atlantic Records.
Si tratta del primo album registrato dal gruppo senza il cantante originario Lou Gramm, rimpiazzato da Johnny Edwards. Rispetto ai precedenti, questo lavoro si rivelerà un completo flop (ottenne discreto successo solo in Europa). Ciò portò all'allontanamento di Edwards l'anno successivo, favorendo il ritorno di Lou Gramm nel gruppo.

## Tracce
Testi e musiche di Mick Jones, Johnny Edwards e Terry Thomas, eccetto dove indicato.
1. Only Heaven Knows – 4:47
2. Lowdown and Dirty – 4:21
3. I'll Fight for You – 6:02
4. Moment of Truth – 4:25
5. Mountain of Love – 4:37
6. Ready for the Rain – 5:02 (Jones, Edwards, Thomas, Jeff Northrup)
7. When the Night Comes Down – 4:43
8. Safe in My Heart – 4:32 (Jones)
9. No Hiding Place – 3:55
10. Flesh Wound – 4:17
11. Unusual Heat – 4:32

## Formazione

### Gruppo
- Johnny Edwards – voce, chitarra
- Mick Jones – chitarra, tastiere, cori
- Rick Wills – basso, cori
- Dennis Elliott – batteria

### Altri musicisti
- Tony Beard – percussioni, percussioni elettroniche
- Angela Cappelli – cori
- Rachele Cappelli – cori
- Richard Cottle – tastiere
- Lani Groves – cori
- Felix Krish – basso
- Ian Lloyd – cori
- Tom Mandel – tastiere
- Mark Rivera – cori
- Terry Thomas – chitarra, tastiere, cori
- Vaneese Thomas – cori

### Produzione
- Mick Jones e Terry Thomas – produzione
- Rafe McKenna, Andrew Scarth – ingegneria del suono
- Mick Jones, Rafe McKenna, Andrew Scarth, Terry Thomas – missaggio
- Ted Jensen – mastering presso lo Sterling Sound di New York
- Bob Defrin – direzione artistica